# 天城れいん
天城れいん（日语：／，10月20日—），寶塚歌劇團花組男役，暱稱。長野縣長野市人，畢業於長野市立犀陵中學校，身高172公分。

## 簡介
- 2018年，進入寶塚歌劇團，104期生。[3][4]同期生有きよら羽龍(現月組娘役)、美羽愛(現花組娘役)、都姫ここ(前花組娘役)。[4]初次登台表演是星組公演『ANOTHER WORLD(另一個世界)』『Killer Rouge（キラー ルージュ）(深紅殺手)』，[1][5]之後被分到花組。[1][2]
- 2023年，第一次擔任新人公演主角，劇目是『鴛鴦歌合戰』。[2][6][7]翌年『アルカンシェル～パリに架かる虹～(Arc-en-ciel～巴黎上空的彩虹～)』新人公演再度擔任主角。[8]

## 寶塚歌劇團時期

### 初舞台
- 2018年4-6月 寶塚大劇場 星組公演『ANOTHER WORLD(另一個世界)』『Killer Rouge（キラー ルージュ）(深紅殺手)』[9]

### 花組時期
- 2018年7-10月『MESSIAH（メサイア）-異聞・天草四郎-(彌賽亞−異聞‧天草四郎−)』『BEAUTIFUL GARDEN-百花繚乱-(BEAUTIFUL GARDEN −百花繚亂−)』[10]
- 2018年11-12月 『メランコリック・ジゴロ(憂鬱的小白臉-危險的繼承人)』飾演:クロード(克洛德)『EXCITER!!2018』[11]※全國巡迴公演
- 2019年2-4月 『CASANOVA(卡薩諾瓦)』新人公演 飾演:ロベルト(羅倫佐／羅伯特)(正式公演:紅羽真希)[12]
- 2019年6月 橫濱體育館『戀スルARENA』[13]※明日海里奧演唱會
- 2019年8-11月『A Fairy Tale -青い薔薇の精-(A Fairy Tale －藍玫瑰精靈－)』新人公演 飾演:白い薔薇の精(白玫瑰精靈)(正式公演:聖乃あすか)『シャルム!(Charme!)』[14]
- 2019年12月 梅田藝術劇場 タカラヅカスペシャル2019『Beautiful Harmony』(2019年Takarazuka Specical音樂會「美麗和諧」)[15]
- 2020年1月 梅田藝術劇場、日本青年館 『マスカレード・ホテル(假面飯店)』飾演:川本[16]
- 2020年7-11月『はいからさんが通る(窈窕淑女)』[17]
- 2021年1-2月 東京國際論壇、梅田藝術劇場 『NICE WORK IF YOU CAN GET IT(做的好)』飾演:ジャスティン(賈斯汀)[18]
- 2021年4-7月 『アウグストゥス-尊厳ある者-(奧古斯都－神聖至尊－)』『Cool Beast!!』[19]
- 2021年8-9月 『哀しみのコルドバ(哀傷的歌多華)』飾演:マリオ『Cool Beast!!』[20]※全國巡迴公演
- 2021年11-12月 寶塚大劇場 『元禄バロックロック(元祿巴洛克搖滾)』飾演:キンエモン(金右衛門) 新人公演 飾演:タクミノカミ(內匠頭)/ダイガク(淺野長廣)(正式公演:聖乃あすか)『The Fascination（ザ ファシネイション）!(魅力)』[21]
- 2022年1-2月 東京寶塚劇場 『元禄バロックロック(元祿巴洛克搖滾)』飾演:キンエモン(金右衛門) 『The Fascination（ザ ファシネイション）!(魅力)』[21]
- 2022年3-4月 梅田藝術劇場 『TOP HAT(禮帽)』飾演:ダン(丹)/パオロ(保羅)[22]
- 2022年6-7月 寶塚大劇場 『巡礼の年〜リスト・フェレンツ、魂の彷徨〜(巡禮之年～李斯特・弗朗茨，徘徊的靈魂～)』新人公演 飾演:エクトル・ベルリオーズ(埃克托・白遼士)(正式公演:希波らいと)『Fashionable Empire(時尚帝國)』[23]
- 2022年8-9月 東京寶塚劇場 『巡礼の年〜リスト・フェレンツ、魂の彷徨〜(巡禮之年～李斯特・弗朗茨，徘徊的靈魂～)』『Fashionable Empire(時尚帝國)』[23]
- 2022年10-11月 寶塚Bow Hall 『殉情（じゅんじょう）(改編谷崎潤一郎原作小說「春琴抄」)』飾演:千吉[24]
- 2023年1月 寶塚大劇場 『うたかたの恋(泡沫之戀/梅耶林，改編Claude Anet原作小說「Mayerling」)』飾演:ハムレット(哈姆雷特)『ENCHANTEMENT（アンシャントマン）-華麗なる香水（パルファン）-(ENCHANTEMENT─華麗的香水─)』[25]
- 2023年2-3月 東京寶塚劇場 『うたかたの恋(泡沫之戀/梅耶林，改編Claude Anet原作小說「Mayerling」)』飾演:ハムレット(哈姆雷特) 新人公演 飾演:ジャン・サルヴァドル(讓・薩爾瓦多) 『ENCHANTEMENT（アンシャントマン）-華麗なる香水（パルファン）-(ENCHANTEMENT─華麗的香水─)』[25]
- 2023年4-5月 梅田藝術劇場、東京建物 Brillia HALL 『二人だけの戦場(只有兩個人的戰場)』飾演:ダルトン(道爾頓)[26]
- 2023年7-10月 『鴛鴦歌合戰』飾演:三吉、新人公演 飾演:淺井禮三郎(正式公演:柚香光)『GRAND MIRAGE!』[27][28][29][30]＊第一次擔任新人公演主角
- 2023年11-12月 昭和女子大學人見記念講堂、神戶國際會館 『BE SHINING!!』[31]※柚香光個人演唱會
- 2024年2-3月 寶塚大劇場 『アルカンシェル～パリに架かる虹～(Arc-en-ciel～巴黎上空的彩虹～)』飾演:クラウス(克勞斯)[8]
- 2024年4-5月  東京寶塚劇場 『アルカンシェル～パリに架かる虹～(Arc-en-ciel～巴黎上空的彩虹～)』飾演:クラウス(克勞斯) 新人公演 飾演:マルセル・ドーラン(馬塞爾·杜蘭)(正式公演:柚香光)[8]＊擔任新人公演主角
- 2024年7-8月 御園座 『ドン・ジュアン(唐璜)』飾演:ラファエル(拉斐爾)[32]
- 2024年9月-2025年1月 『エンジェリックライ(天使的謊言)』飾演:ファビオ(法比奧)『Jubilee(禧年/紀念慶典)』
- 2025年3月 博多座『マジシャンの憂鬱(魔術師的憂鬱)』飾演:レオー(里歐)『Jubilee(禧年/紀念慶典)』
- 2025年6-9月 『悪魔城ドラキュラ( Castlevania 惡魔城～月下覺醒～，改編電玩遊戲恶魔城系列)』飾演:コウモリA(蝙蝠A)『愛, Love Revue！』
- 2025年11-12月 梅田藝術劇場、日本青年館『DEAN(迪恩)』

## 外部連結
- 寶塚官網天城れいん個人簡介 （页面存档备份，存于）
- 東京都會電視台網站天城れいん個人簡介宝塚カフェブレイク登場人物天城れいん，存档于Archive.today（存檔日期 20250422）